# Julia Stierli
Julia Stierli (* 3. April 1997 in Muri AG) ist eine Schweizer Fussballspielerin. Die A-Nationalspielerin spielte in Juniorenmannschaften in der Sturmspitze und im A-Bereich zumeist auf der linken Aussenbahn oder Innenseite. Sie steht zur Saison 2024/25 beim deutschen Erstligisten SC Freiburg unter Vertrag.

## Karriere

### Vereine
Stierli begann ihre Karriere im Alter von acht Jahren beim FC Muri. Von 2012 bis 2014 spielte sie beim FC Aarau und wechselte dann zum FC Zürich Frauen, mit dem sie fünfmal das Double gewinnen konnte. Für Zürich bestritt sie (inklusive Qualifikation) 38 Spiele in der UEFA Women’s Champions League und erzielte dabei fünf Tore. Bestes Ergebnis war das Erreichen des Achtelfinales in der Saison 2014/15, wo sie nach einem 2:1-Heimsieg, wobei sie den Siegtreffer erzielte, auswärts mit 2:4 gegen Glasgow City FC verloren. Saison 2016/17  und 2018/19 erreichten sie nochmals das Achtelfinale, wo sie aber mit insgesamt 0:17 Toren gegen den letztlich erfolgreichen Titelverteidiger Olympique Lyon bzw. mit insgesamt 0:5 Toren gegen die Frauen des FC Bayern München ausschieden. In der UEFA Women’s Champions League 2021/22 schied sie mit Zürich durch eine 1:2-Heimniederlage gegen den AC Mailand im Halbfinale der Qualifikation aus und verpasste somit die erstmals ausgetragene Gruppenphase. Im für das Weiterkommen irrelevanten Spiel um Platz 3, das gegen Valur Reykjavík mit 1:3 verloren wurde, schoss sie das Tor zum 1:3-Endstand. In den zehn Jahren, die Stierli beim FC Zürich spielte, kam sie in 246 Pflichtspielen zum Einsatz und schoss dabei 30 Tore.
Am 30. April 2024 wurde ihre Verpflichtung durch den Bundesligisten SC Freiburg ab der Saison 2024/25 öffentlich.

### Nationalmannschaft
Mit der U17-Nationalmannschaft nahm Stierli im Oktober 2012 an der ersten Qualifikationsrunde in der Republik Moldau für die Europameisterschaft 2013 teil und steuerte zwei Tore zu den drei Siegen gegen Bulgarien (11:0), die Republik Moldawien (8:0) und Belgien (2:1) bei. Als Gruppensiegerinnen nahmen sie an der zweiten Runde im April 2013 in Tschechien teil. Hier konnten sie aber nur mit 2:1 gegen Italien gewinnen, wobei sie die beiden Tore für ihre Mannschaft erzielte. Nach Niederlagen gegen Schweden (0:1) und Tschechien (0:2) verpassten sie als Gruppenletzte die Endrunde. Im Juli nahmen sie einen neuen Anlauf, verloren zwar diesmal mit 1:5 beim Turnier in Bulgarien gegen Italien, durch vorherige Siege gegen die Gastgeberinnen (6:0) und Mazedonien (12:0), wozu sie drei Tore beisteuerte, waren sie aber als Gruppenzweite für die zweite Runde qualifiziert. Hier war dann beim Turnier im Oktober in Deutschland wieder Endstation, denn nur gegen Belgien gelang ein Punktgewinn, gegen die Gastgeberinnen (0:6) und die Niederländerinnen (1:3) wurde verloren. Immerhin konnte sie in ihrem letzten Spiel für die U17 noch ein Tor erzielen. Im April 2014 nahm sie dann mit der U19 an der zweiten Qualifikationsrunde zur Europameisterschaft 2014 teil. Im ersten Spiel gegen Belarus, das mit 6:0 gewonnen wurde, brachte sie ihre Mannschaft schnell mit 2:0 in Führung. Gegen Gastgeber Portugal gelang ein knapper 2:1-Sieg, durch eine 0:1-Niederlage gegen Spanien wurde die Endrunde aber verpasst. Beim nächsten Anlauf überstanden sie die erste Runde in Bulgarien im September 2014 mit drei Siegen und 16:0 Toren. Die zweite Runde war dann aber wieder Endstation. Beim Turnier in Nordirland konnten nur die Gastgeberinnen mit 1:0 bezwungen werden, gegen Norwegen und England wurde aber verloren. Der dritte Anlauf brachte ihr dann endlich die Endrundenteilnahme. In der ersten Qualifikationsrunde hatten sie Heimrecht und Stierli erzielte bei den Siegen gegen Griechenland (7:0) und Georgien (23:0) jeweils das erste Tor für ihre Mannschaft. Nur beim 2:0 gegen Island konnte sie kein Tor beitragen. Auch bei der zweiten Runde im April 2016 in Ungarn blieb sie ohne Torerfolg, das 2:2 gegen Norwegen und die Siege gegen Ungarn (4:0) und Russland (1:0) brachten aber den Gruppensieg. Bei der Endrunde in der Slowakei im Juli erreichten sie dann sogar nach Siegen gegen Österreich und Deutschland trotz einer Niederlage gegen Spanien das Halbfinale, verloren dies aber gegen den späteren Europameister Frankreich mit 1:3. Ein Tor konnte sie aber nicht erzielen.
Im Juni 2017 wurde sie dann erstmals zu einem Länderspiel der A-Nationalmannschaft eingeladen. Bei der 0:4-Niederlage gegen England im letzten Vorbereitungsspiel für die EM 2017 kam sie aber noch nicht zum Einsatz. Für die EM wurde sie dann auch nicht nominiert. Im ersten Qualifikationsspiel für die WM 2019 am 15. September gegen Albanien wurde sie dann erstmals eingesetzt. In der 65. Minute wurde sie beim Stand von 3:0 für Noelle Maritz eingewechselt (Endstand 4:1). Vier Tage später wurde sie beim 100. Sieg im 300. Länderspiel der Schweizerinnen ebenfalls eingewechselt. Am 22. Oktober spielte sie dann bei der 0:2-Niederlage gegen Ex-Weltmeister Japan erstmals über 90 Minuten. Nach zwei weiteren Einsätzen im November in der WM-Qualifikation musste sie bis zum Juni 2018 auf den nächsten Einsatz warten: im WM-Qualifikationsspiel gegen Belarus durfte sie wieder über 90 Minuten mitspielen. In den letzten beiden Qualifikationsspielen hatte sie dann nur noch einen sechsminütigen Kurzeinsatz beim 0:0 gegen Polen, durch den die Schweizerinnen die direkte WM-Qualifikation verpassten. In den anschließenden Play-offs der Gruppenzweiten wurde sie im zweiten Spiel gegen Belgien in der zweiten Minute der Nachspielzeit eingewechselt um „Zeit von der Uhr zu nehmen“, da den Eidgenossinnen nach einem 2:2 in Belgien das 1:1 im Heimspiel reichte. In den Play-off-Finalspielen gegen Europameister Niederlande sass sie bei der 0:3-Auswärtsniederlage nur auf der Bank, beim 1:1 im Rückspiel konnte sie dann 90 Minuten lang mitspielen. In der nach der verpassten WM begonnenen Qualifikationsspiel für die EM 2022 sass sie dreimal nur auf der Bank. Anfang 2020 wurde sie bei einem Freundschaftsspiel gegen Malta wieder über 90 Minuten eingesetzt und im März bei den beiden Freundschaftsspielen gegen Österreich einmal für 45 Minuten. Dann brachte die COVID-19-Pandemie eine längere Länderspielpause. Die danach durchgeführten restlichen EM-Qualifikationsspiele fanden ohne sie statt. Erst im Februar 2021 wurde sie gegen Frankreich wieder zweimal für 90 Minuten eingesetzt.
Stierli gehörte dem Kader für die Europameisterschaft 2022 an. Im dritten Gruppenspiel kam sie zu einem Teileinsatz. Die Schweiz schied nach der Vorrunde aus. Sie nahm auch an der Weltmeisterschaft 2023 teil und gehörte in allen vier Spielen zur Startformation. Die Schweiz schied im Achtelfinal aus.
In der Qualifikation für die WM 2023 wurde sie fünfmal eingesetzt. Durch einen 2:1-Sieg nach Verlängerung im Play-off der Gruppenzweiten gegen Wales, bei dem sie nur auf der Bank saß, qualifizierten sich die Schweizerinnen für die WM-Endrunde. Hier wurde sie in den vier Spielen jeweils über die volle Zeit eingesetzt, schied aber nach einer 1:5-Niederlage gegen den späteren Weltmeister Spanien im Achtelfinale aus.
Da erstmals das Abschneiden bei der WM für die europäischen Teams nicht entscheidend für die Qualifikation zu den Olympischen Spielen 2024 war, hatten die Schweizerinnen noch die Chance sich über die UEFA Women’s Nations League 2023/24 für die Spiele in Paris zu qualifizieren. Die Schweizerinnen konnten allerdings nur ein Spiel gegen Schweden gewinnen, verloren aber fünfmal. So verpassten sie nicht nur das Final Four Turnier, bei dem um zwei Olympiatickets gespielt wurde, sondern stiegen auch in Liga B ab.
Auch für die Europameisterschaft 2025 wurde sie in den Kader berufen. Sie stand in den drei Gruppenspielen jeweils in der Startformation. Im ersten Spiel gegen Norwegen unterlief ihr ein Eigentor. Die Schweiz erreichte erstmals den Viertelfinal, in dem Stierli jedoch nicht eingesetzt wurde.

## Erfolge
- Schweizer Meister 2015, 2016, 2018, 2019, 2022, 2023
- Schweizer Pokalsieger 2015, 2016, 2018, 2019, 2022

## Auszeichnungen
- Wahl in die SAFP Golden Eleven: 2017, 2021, 2023, 2024[8]